# Walraversyde

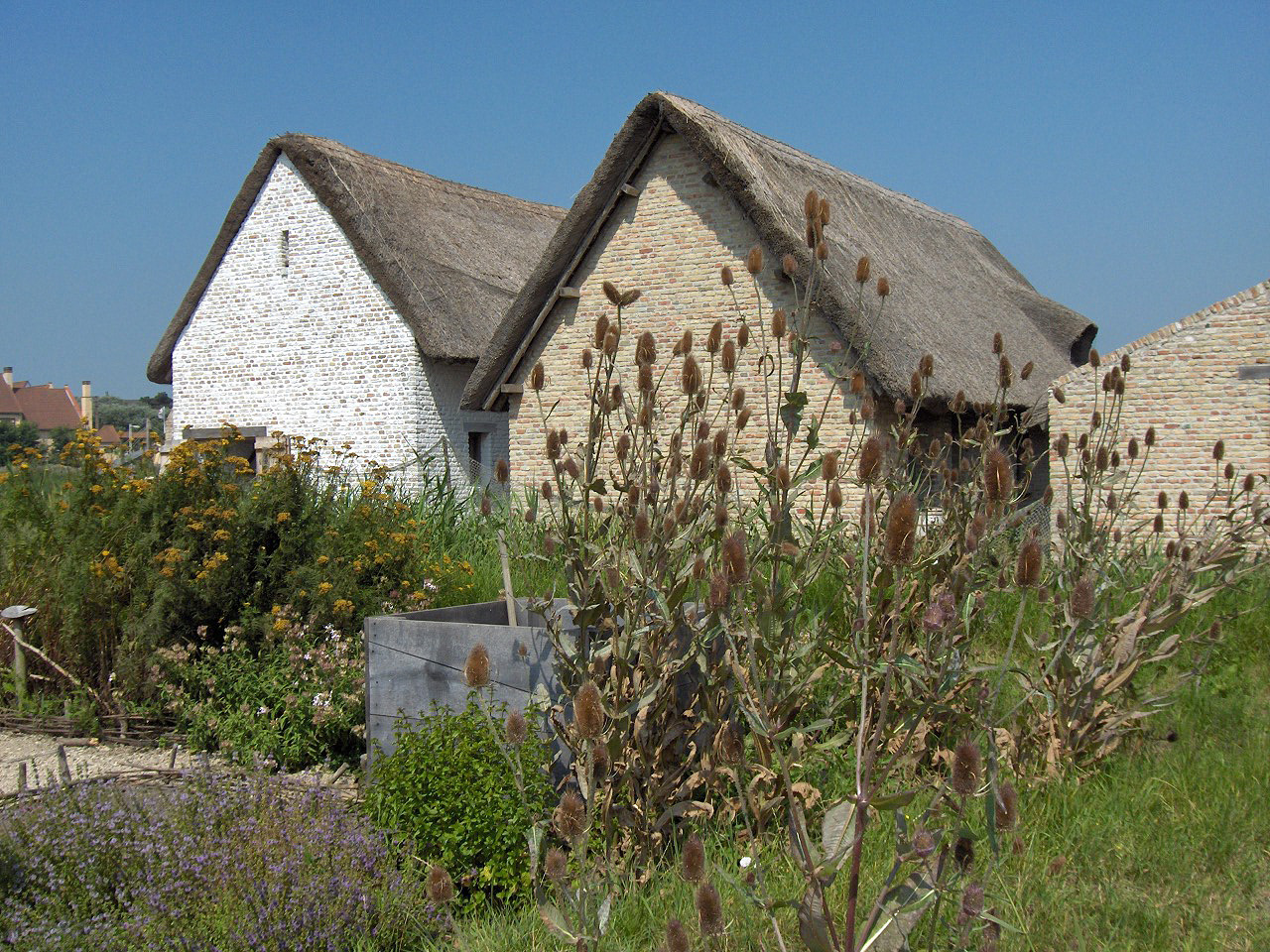
Maisons du XVe siècle reconstituées sur le site

Walraversyde ou Walraversijde est un site archéologique médiéval intégré dans le domaine de Raversyde à Ostende dans la province de Flandre-Occidentale en Belgique. C'était un village de pêcheurs qui connut l'apogée de sa prospérité au milieu du XVe siècle, puis déclina rapidement et disparut complètement. Des fouilles systématiques furent entreprises à partir de 1992.

## Histoire
L'origine d'un établissement permanent sur le site remonte sans doute au XIIIe siècle. Son nom indique qu'il s'agissait d'un débarcadère - le mot d'origine saxonne «ijde» se retrouve dans d'autres noms le long de la côte belge tels que Koksijde - lié au nom d'un certain Walraf. Dans le document le plus ancien qui mentionne le village en 1357, il apparaît sous la forme «Walravens Hide». Un premier établissement, qui se situait sur la plage actuelle près d'un petit chenal, était protégé par des dunes. À la fin du XIVe siècle, le comté de Flandre connut une période de troubles. On négligea l'entretien du cordon dunaire et en 1394, lors d'une tempête particulièrement violente, la mer détruisit le village. qui fut abandonné. Jusque dans les années 1980, on pouvait encore distinguer quelques structures à marée basse. On reconstruisit le village plus loin à l'intérieur des terres, où il était protégé par le Gravejansdijk (c'est-à-dire la digue du Comte Jean), construite par le duc de Bourgogne et comte de Flandre Jean sans Peur. Le village, qui comportait une église - ou plutôt une «chapelle» de grandes dimensions comportant trois nefs -, un moulin et une brasserie, prospéra jusqu'aux environs de 1475. Sa flotte de pêche et de commerce est mentionnée dans de nombreux documents de l'époque. Les troubles de la fin du XVe siècle entraînèrent le déclin de la pêche et le village se dépeupla progressivement. La Guerre de Quatre-Vingts Ans, dont le moment culminant dans la région fut le siège d'Ostende en 1601-1604, lui porta le coup final. Au cours du siège, les quelques maisons qui subsistaient furent occupées par un détachement de cavalerie espagnole. Seule la tour de l'église subsista jusqu'à sa démolition en 1860.

## Redécouverte
Au début du XXe siècle, le développement du tourisme à la côte s'accompagna d'un nouvel intérêt pour le site disparu. Quelques archéologues amateurs, comme André Chocqueel, Agnes Mortier et Etienne Cools, se livrèrent à des fouilles sur le site du premier village. 
Depuis 1992, des fouilles d'envergure entreprises par le Vlaams Instituut voor het Onroerend Erfgoed sous la direction de l'archéologue Marnix Pieters ont permis de faire émerger les ruines du deuxième village ensevelies sous les polders.
Le 24 juin 2000 - une date symbolique, puisqu'elle correspond à la fête de Saint Jean-Baptiste, saint patron de Walraversijde -, le site fut ouvert au public. Il comprend un musée interactif ainsi que quatre maisons reconstituées d'après les données archéologiques trouvées sur place et les informations historiques et iconographiques de l'époque. On appelle communément ces maisons : la « maison du riche armateur », la « maison de la veuve du pêcheur », la « maison du pêcheur et de sa famille » et la « boulangerie-fumoir à poissons ». Les maisons reconstituées ont été construites à quelque 200 mètres de leur emplacement d'origine. Les objets qu'on peut y voir sont des répliques des vestiges exhumés lors des fouilles.

## Le «trésor» de Walraversijde
Parmi les découvertes faites à Walraversijde, une laisse les archéologues perplexes : un dépôt monétaire composé de 211 pièces d'argent enveloppées dans un tissu à l'intérieur d'un pot et enterrées à l'emplacement du deuxième village. Les pièces ont été frappées sous Louis de Male qui fut comte de Flandre de 1346 à 1384. La stratigraphie du site montre qu'après l'abandon du premier village et son déplacement, une maison a été construite au-dessus du «trésor» sans que celui-ci ne soit découvert. On peut supposer que quelqu'un l'a caché à cet endroit lorsque le terrain était encore vierge et n'est jamais venu le récupérer, peut-être parce qu'il avait été tué - une hypothèse plausible si l'on considère que la fin du règne de Louis de Male fut une période de troubles en Flandre.